# Mahantheshnagar, Parasgad
Mahantheshnagar là một làng thuộc tehsil Parasgad, huyện Belgaum, bang Karnataka, Ấn Độ.